# Takács Paula
Takács Paula (Palermo, 1913. december 10. – Budapest, 2003. augusztus 27.) olasz származású opera-énekesnő (szoprán).

## Életpályája
Eredeti neve Ermelinda Maria Paula Bernal-Scarpa. Édesanyja Maria Scarpa olasz alt opera-énekesnő, édesapja egy mexikói diplomata. Anyja saját karrierje zavartalan folytatása érdekében örökbeadta Magyarországra  Takács Gyula vasútmérnöknek, akinek felesége Maria Scarpa testvére volt. Olasz és osztrák zárdákban nőtt fel. Amikor 17 éves korában kiderült, hogy édesanyja, (ki gyakorta látogatta Paulát mint "nagynénje", valójában az édesanyja, haragjában elköltözött nagynénjétől. Énektanulmányait a budapesti Zeneakadémián végezte 1931-1936 között Maleczky Bianca, Unger Ernő és Hoór Tempis Erzsébet növendékeként. 1935-ben II. díjat nyert a bécsi nemzetközi énekversenyen.
1941 és 1947 között a kolozsvári Nemzeti Színház Vaszy Viktor által frissen alapított operatársulatának magánénekesnője volt. Itt debütált  Melinda (Erkel: Bánk bán) szerepében.
1947-ben települt vissza Magyarországra.  A budapesti Operaházban 1947. december 20-án Puccini Turandot című operájának címszerepében mutatkozott be. 1969-ig volt a társulat hatalmas hangjáról nevezetes drámai szopránja. Ezután, nyugdíjas éveiben énektanítással foglalkozott.
Egy fia van, Tokaji András.
Elsősorban – érthető okokból – az olasz repertoárban szerepelt a legtöbbet (Puccini, Verdi), de német (Mozart és Wagner) és magyar művekben is színpadra lépett.

## Főbb szerepei
- Beethoven: Fidelio – Leonora
- Erkel: 
  - Hunyadi László – Szilágyi Erzsébet
  - Bánk bán – Melinda
- Mascagni: Parasztbecsület – Santuzza
- Mozart:
  - Don Juan – Donna Elvira
  - A varázsfuvola – Első hölgy
- Poldini Ede: Farsangi lakodalom – Nemzetes asszony
- Puccini: 
  - Tosca – Tosca
  - Turandot – Turandot
- Verdi: 
  - Macbeth – Lady Macbeth
  - A trubadúr – Leonora
  - Az álarcosbál – Amelia
  - Don Carlos – Erzsébet, Eboli
  - Aida – Aida
  - Otello – Desdemona
- Wagner:
  - A bolygó hollandi – Senta
  - Tannhäuser – Erzsébet
- Weill: Mahagonny városának felemelkedése és bukása – Özvegy Begbickné

## Díjai
- Liszt Ferenc-díj (1953)
- Munka Érdemrend ezüst fokozata (1955)
- Kossuth-díj (1956)
- Érdemes művész (1959)
- A Magyar Köztársasági Érdemrend középkeresztje (1994)
- A Magyar Állami Operaház Mesterművésze (2003)